# Cervera de la Cañada
Cervera de la Cañada (aragónul Cervera de la Canyada) település Spanyolországban,  Zaragoza tartományban. Cervera de la Cañada Ateca, Moros, Villalengua, Villarroya de la Sierra, Aniñón, Torralba de Ribota és Calatayud községekkel határos. Lakosainak száma 259 fő (2024).

## Népesség
A település népessége az utóbbi években az alábbiak szerint változott:
| Lakosok száma | 341  | 329  | 329  | 322  | 318  | 316  | 286  | 271  | 264  | 259  |
|               | 2001 | 2004 | 2007 | 2009 | 2012 | 2014 | 2017 | 2019 | 2022 | 2024 |